# Olza (Spanyolország)
Olza település Spanyolországban, Navarra autonóm közösségben. Olza Pamplona, OlloValle de Ollo-Ollaran, Orcoyen, Iza, Barañáin, Cizur, Etxauri, Goñi és Zizur Mayor községekkel határos. Lakosainak száma 1842 fő (2024).

## Népesség
A település népessége az elmúlt években az alábbi módon változott:
| Lakosok száma | 1422 | 1379 | 1558 | 1576 | 1785 | 1806 | 1853 | 1831 | 1871 | 1842 |
|               | 2001 | 2004 | 2007 | 2009 | 2012 | 2014 | 2017 | 2019 | 2022 | 2024 |